# Kisa
Kisa è una città della Svezia, capoluogo del comune di Kinda, nella contea di Östergötland. Ha una popolazione di 3.697 abitanti.